# Марокко на літніх Олімпійських іграх 2020
Марокко на літніх Олімпійських іграх 2020 представляли п'ятдесят спортсменів у сімнадцятьох видах спорту.